# Marquesado de Gelida

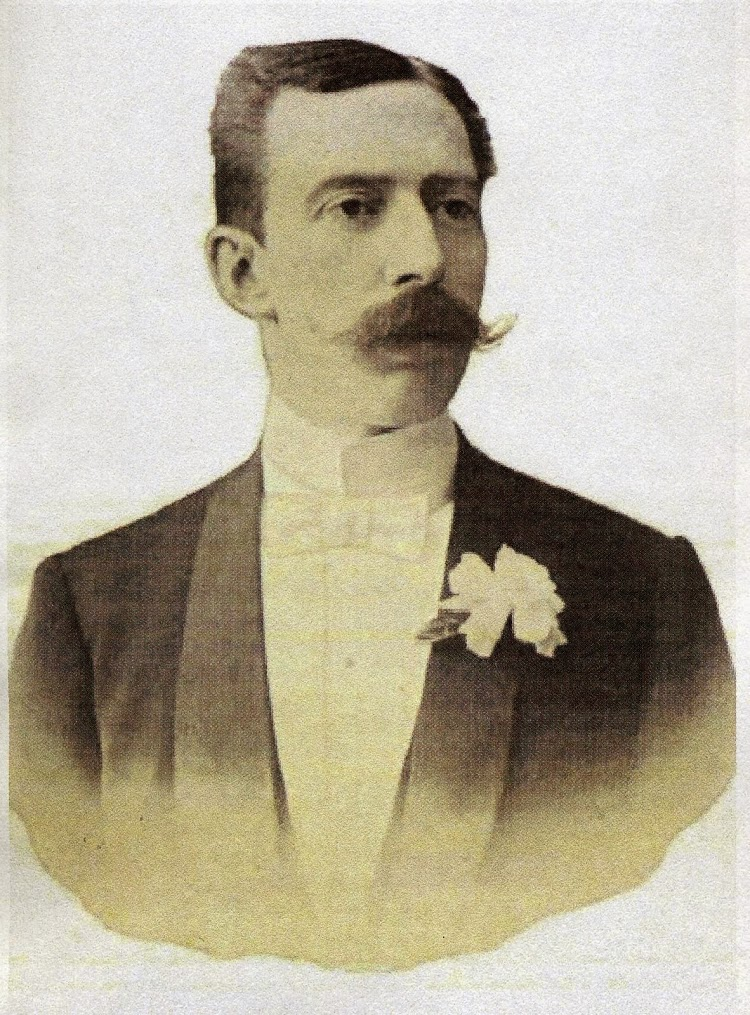
Joaquín Jover y Costas, primer marqués de Gelida; en La ja ja
Ilustración Española y Americana, 8 de septiembre de 1896.

El marquesado de Gelida es un título nobiliario español creado por el rey Alfonso XIII (siendo reina regente doña María Cristina de Habsburgo-Lorena) el 29 de septiembre de 1896 a favor de Joaquín Jover y Costas, propietario de la naviera "Hijos de J. Jover Serra", en agradecimiento por haber prestado sus barcos de forma gratuita para la repatriación desde Cuba de oficiales y soldados enfermos: 

El acaudalado naviero de Barcelona D. Joaquín Jover y Costas, ha ofrecido al Gobierno de S.M. sus dos magníficos vapores transatlánticos "J. Jover Serra" y "Miguel Jover", para transportar gratis en sus dos viajes de retorno de la isla de Cuba, los jefes, oficiales y soldados del Ejercito y de la Armada que deban regresar a la Peninsula por enfermos o inutilizados, cuidando el Sr. Jover, siempre gratuitamente, de su manutención y asistencia durante el viaje.
Diario La Época, Madrid, 23 de enero de 1896, página 2.

Su padre, Juan Jover y Serra (Igualada 1823 - Barcelona 1879) fundó la compañía naviera "Jover y Serra" y fue uno de los armadores españoles más importantes del siglo XIX: cuando murió en 1879, tenía 24 barcos. Sus hijos Joaquín -primer marqués de Gelida- y Miguel continuaron la actividad mercantil bajo la denominación "Hijos de J. Jover Serra". Además, Jover y Serra heredó de su tío (Joaquín Serra) varios negocios en la localidad barcelonesa de Gelida, entre ellos la fábrica papelera "La Gelidense". Accionista del Banco de Barcelona y de La España Industrial; Diputado a Cortes por Igualada.
El título hace referencia al municipio de Gelida, Provincia de Barcelona, donde el beneficiario poseía varios intereses económicos, como ya se ha apuntado.

## Marqueses de Gelida
|                                  | Titular                          | Periodo                          |
| Creación por el Rey Alfonso XIII | Creación por el Rey Alfonso XIII | Creación por el Rey Alfonso XIII |
| -------------------------------- | -------------------------------- | -------------------------------- |
| i                                | Joaquín Jover y Costas           | 1896-1922                        |
| ii                               | Consuelo Jover y Vidal           | 1923-1957                        |
| iii                              | Eusebio Güell y Jover            | 1958-1990                        |
| iv                               | Eusebio Güell y Sentmenat        | 1991-2018                        |
| v                                | María del Carmen Güell y Malet   | 2019-actual titular              |

## Historia de los marqueses de Gelida

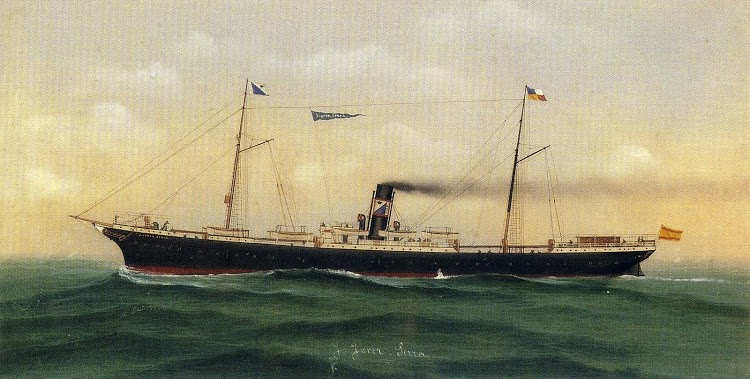
Barco a vapor denominado "J. Jover Serra", en honor al padre del primer marqués y fundador de la compañía naviera. Barco puesto a disposición de Su Majestad para la repatriación de soldados heridos en Cuba en 1896. (Acuarela y gouache sobre papel, de L. Basteda, año 1903.)

- Joaquín Jover y Costas (30 de mayo de 1854 - 4 de octubre de 1922), i marqués de Gelida.

1. Casó el 23 de abril de 1880 con Consuelo Vidal y de Moragas, ii marquesa de Moragas.

Le sucedió en 1923 su hija:
- Consuelo Jover y Vidal (29 de enero de 1881 - 10 de agosto de 1957), ii marquesa de Gelida.

1. Casó el 24 de junio de 1901 con Eusebio Güell y López (1877-1955), ii vizconde de Güell, Mayordomo de Semana de Su Majestad, caballero gran cruz de la Orden de Isabel la Católica, Caballero del Santo Cáliz de Valencia, Presidente del Real Círculo Artístico de Barcelona, y de la Hispanic Society of America.

Le sucedió en 1958 en su hijo:
- Eusebio Güell y Jover (19 de enero de 1904 - 28 de junio de 1990), iii marqués de Gelida, iii vizconde de Güell, miembro de la Real Academia de Bellas Artes de Sant Jordi, Presidente del Real Círculo Artístico de Barcelona, de la Fundación Güell, y de Amigos de Gaudí.

1. Casó el 14 de enero de 1927 con Luisa de Sentmenat y Güell (1902-1993).

Le sucedió en 1991 su hijo:
- Eusebio Güell y Sentmenat (- 24 de enero de 2018), iv marqués de Gelida, iv vizconde de Güell

1. Casó el 17 de julio de 1956 con María del Carmen Malet y de Travy (1930-).

Le sucedió en 2019 su hija:
- María del Carmen Güell y Malet, v marquesa de Gelida.

## Blasón
«En campo de gules, un yugo, de plata, cortado y entrelazado con otro. Divisa: Deus adjuvet me.»